# Oost-Kaap Technikon
De Oost-Kaap Technikon was een technikon (technische universiteit) in Butterworth in de Zuid-Afrikaanse provincie Oost-Kaap.
Na de fusie op 1 juli 2005 ging de universiteit samen met de Border Technikon en de Universiteit van Transkei verder als de Walter Sisulu-universiteit.

## Geschiedenis
De universiteit werd in 1985 opgericht als een technische campus van de Universiteit van Transkei. In 1994 verkreeg de universiteit een autonome status. Anno 2004 was de universiteit inmiddels uitgegroeid tot 400 personeelsleden en bijna 9000 studenten.
Bekende studenten aan de universiteit waren de twee rugbyspelers en tweelingbroers Odwa en Akona Ndungane.

## Faculteiten
- Techniek
- Bedrijfswetenschappen
- Toegepaste technologie en onderwijs